# Chromatica
Albums de Lady Gaga
Joanne
(2016) Harlequin
(2024)
Singles
1. Stupid Love
Sortie : 28 février 2020
2. Rain on Me
Sortie : 22 mai 2020
3. 911
Sortie : 18 septembre 2020
4. Free Woman
Sortie : 13 avril 2021

Chromatica est le sixième album studio de la chanteuse américaine Lady Gaga. Cet album fait suite à A Star Is Born, dernier projet musical de Lady Gaga et à Joanne, dernier album studio de la chanteuse. À la suite de la pandémie de Covid-19, la sortie de l'album a été repoussée du 10 avril au 29 mai 2020. Il est produit par Interscope Records et Streamline Records. Le premier single de cet album, Stupid Love, a été dévoilé le 28 février. Le deuxième single, Rain on Me, en duo avec Ariana Grande, est disponible depuis le 22 mai. Sour Candy, en collaboration avec le groupe Blackpink, a été dévoilé le 28 mai, soit un jour avant la sortie de l'album.
Chromatica opère une différence par rapport au cinquième album studio de Gaga, Joanne (2016), la chanteuse souhaitant que cet album soit un rappel de son "amour absolu pour la musique électronique". Pour ce projet, Gaga a travaillé avec divers producteurs comme BloodPop, Burns, Axwell, Tchami, Skrillex, Morgan Kibby, Madeon, Klahr et Liohn pour l'album. Lady Gaga et BloodPop sont les producteurs exécutifs de l'album.
L'album aborde différentes thématiques telles que celles de la santé mentale, de la guérison et de la recherche du bonheur et de l'amour à travers les épreuves. Cet opus inclut également des performances avec Ariana Grande, Blackpink et Elton John. L'album se classe numéro un des ventes dans 22 pays dont l'Italie, les États-Unis, la France, le Royaume-Uni, la Nouvelle-Zélande et le Canada entre autres.

## Historique
Afin de répondre aux rumeurs des tabloïds américains l'annonçant enceinte, Lady Gaga leur a répondu le 12 mars 2019 en postant un message sur Twitter indiquant « Rumors I'm pregnant? Yeah, I'm pregnant with #LG6. » (« Les rumeurs disant que je suis enceinte ? Oui, je suis enceinte de LG6. »),. En octobre 2019, toujours via Twitter, Lady Gaga a annoncé, en blaguant, que son album s'appellerait Adele, en référence à la chanteuse britannique du même nom,.
En janvier 2020, plusieurs magazines ont annoncé que le single principal de l'album serait dévoilé en février 2020, suivi d'une sortie de l'album rapidement après.

## Conception et pochette de l'album
En évoquant le titre de cet album, Lady Gaga a décrit Chromatica comme étant une planète, mais aussi un endroit dans son esprit où tous les sons et les couleurs se mélangent et s'affirment : « Je vis sur Chromatica, c'est là que j'habite. Je suis entrée dans mon cadre. J'ai trouvé la Terre, je l'ai supprimée. La Terre est annulée. Je vis sur Chromatica. ». La planète Chromatica apparaît dans le clip vidéo de Stupid Love, où Gaga incarne une guerrière et "suit un récit sur les tribus luttant pour la domination dans un monde criblé de conflits", comme indiqué au début de cette vidéo,.
Une pochette temporaire a été dévoilée par Gaga afin d'annoncer la précommande de l'album. Cette pochette présentait un symbole, celui de l'album, en relief et sur un fond rose. La chanteuse a expliqué la signification derrière le symbole de Chromatica : il s'agit d'une « onde sinusoïdale, qui est le symbole mathématique du son. Et, pour moi, le son est ce qui m'a guérie dans ma période de vie, et il m'a encore guérie en faisant ce disque, et c'est vraiment ce qu'est Chromatica. ». La chanteuse dévoile la pochette de l'album le 4 avril. Cette pochette comprend le symbole de l'album qui repose sur Gaga. On y voit la chanteuse, aux cheveux roses, allongée sur une grille au fond rose également. Gaga est vêtue d'un body métallique, de deux bottes aux talons différents, une avec une défense et une seconde avec couteau comme talon. Elle a également de longs ongles à sa main droite et une manche recouverte de pointes de son côté gauche,. La photo a été réalisée par le photographe allemand Norbert Schoerner, sous la direction créative de Nicola Formichetti.

## Sortie et promotion
Lors de l'annonce du premier single de l'album, Stupid Love, sur un panneau promouvant cette chanson aux États-Unis, des fans ont notifié l'apparition du terme Chromatica à deux reprises, les laissant présumer qu'il s’agirait du titre de l'opus de la chanteuse,.
Le 2 mars 2020, Lady Gaga a confirmé sur ses réseaux sociaux que son album, nommé Chromatica, serait disponible dès le 10 avril. La précommande de l'album fut disponible à la suite de cette annonce. La chanteuse annonce finalement le 24 mars le report de la sortie de son album à une date ultérieure en 2020, à la suite de la pandémie de maladie à coronavirus de 2019 à 2020. En décembre, Lady Gaga continue sa promo en sortant des oreo version chromatica les oreo chromatica sont disponibles dès janvier 2021 dans le monde.
La liste des titres est diffusée le 22 avril,. Le 6 mai, la sortie de l'album est annoncée pour le 29 mai suivant.

### Singles

#### Singles officiels
Stupid Love, le premier single de l'album, a été dévoilé le 28 février, accompagné d'un clip vidéo, réalisé par Daniel Askill. Il se classe à la cinquième place des ventes aux États-Unis.
Rain on Me, le second single de cet album, en collaboration avec Ariana Grande, est disponible depuis le 22 mai. Le clip vidéo, réalisé par Robert Rodriguez, est dévoilé plus tard le même jour. La chanson se classe numéro un des ventes aux États-Unis.
911, le troisième single de l'album, est accompagné d'un clip vidéo, réalisé par Tarsem Singh.
Free Woman est le quatrième single de l'album. Le titre a été envoyé aux radios françaises le 13 Avril 2021.

#### Singles promotionnels
Sour Candy, en featuring avec le groupe de K-pop Blackpink est dévoilé le 28 mai 2020, un lyric vidéo est par la suite dévoilé le 16 juin. Le single s'est classé dans le Top 40 du hot 100 au numéro 33 et est certifié disque d'or aux États-Unis.
Le 17 septembre 2020, dans la pub de parfum Valentino, la chanson Sine From Above avec Elton John est utilisée à des fins commerciales.

### Tournée

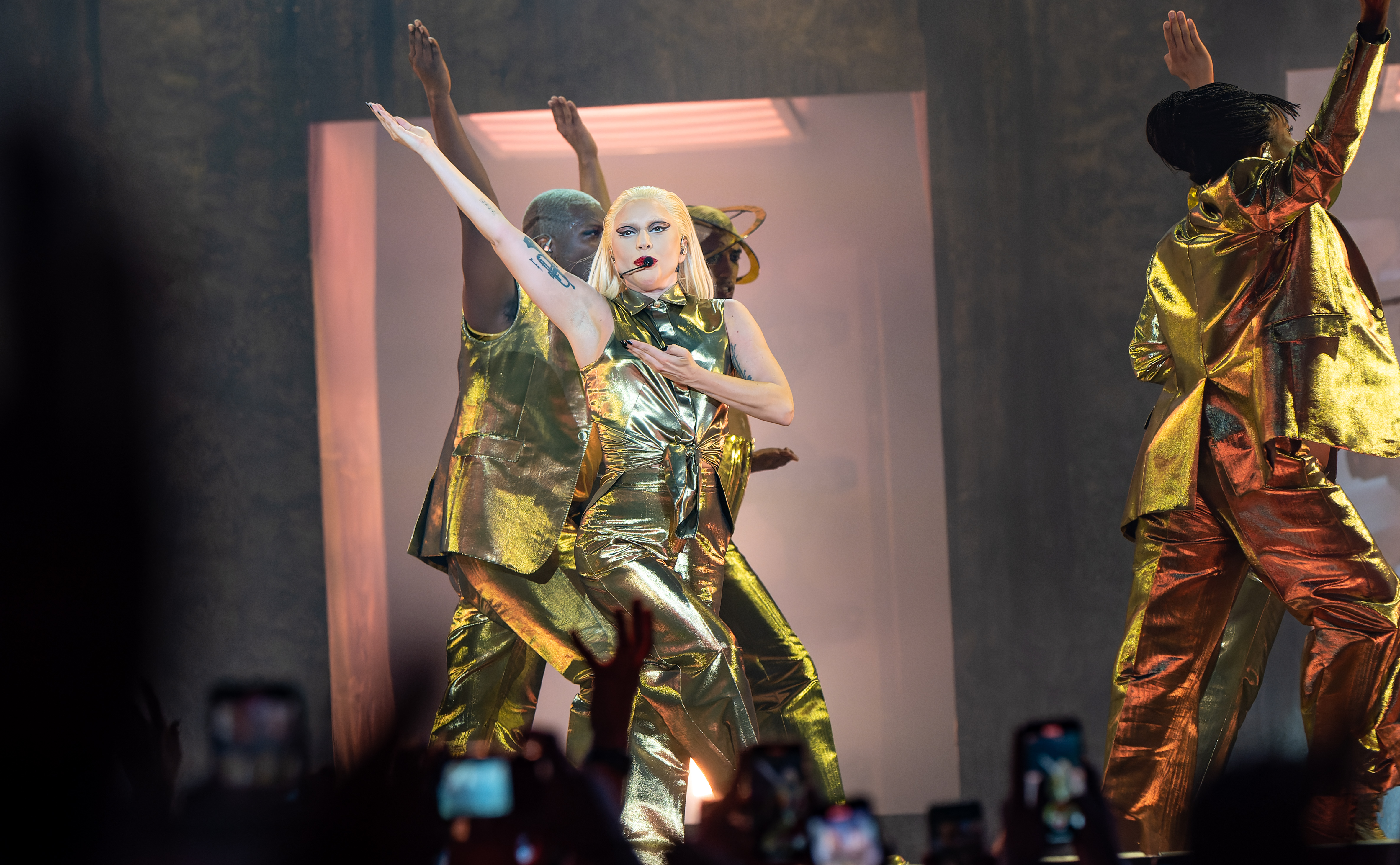
Lady Gaga interprétant "Babylon" sur scène pendant la tournée Chromatica Ball au Tottenham Hotspur Stadium à Londres le 29 juillet 2022.

Le 5 mars 2020, Lady Gaga a annoncé qu'elle entamerait une tournée, The Chromatica Ball, afin d'assurer la promotion de cet album. Cependant, à la suite de la pandémie de Covid-19, la tournée a été reportée de un an. Ainsi, le 26 juin 2020, les nouvelles dates ont été annoncées: cette tournée, uniquement composée de six dates, est programmée pour commencer le 25 juillet 2021 au Stade de France, à Saint-Denis et pour finir le 27 août, au Wrigley Field à Chicago.
La tournée est finalement reportée à 2022 avec l’ajout de 14 nouvelles dates. Cette dernière a débuté le 17 juillet 2022 à Düsseldorf et s’est achevée le 17 septembre 2022 à Miami.

## Liste des titres
| Édition standard | Édition standard                  | Édition standard | Édition standard                                   | Édition standard | Édition standard | Édition standard | Édition standard | Édition standard | Édition standard |
| No               | Titre                             | Auteur | Producteur(s)                                      | Durée            |                  |                  |                  |                  |                  |
| ---------------- | --------------------------------- | --- | -------------------------------------------------- | ---------------- | ---------------- | ---------------- | ---------------- | ---------------- | ---------------- |
| 1.               | Chromatica I                      | - Lady Gaga - Morgan Kibby | - Kibby - Gaga                                     | 1:00             |                  |                  |                  |                  |                  |
| 2.               | Alice                             | - Gaga - BloodPop - Alex Hedfors - Johannes Klahr - Justin Tranter                                                                            | - BloodPop - Axwell - Klahr - Ben Rice             | 2:57             |                  |                  |                  |                  |                  |
| 3.               | Stupid Love                       | - Gaga - BloodPop - Max Martin - Martin Joseph Léonard Bresso - Ely Weisfeld                                                                  | - BloodPop - Martin Bresso - Max Martin - Rice     | 3:13             |                  |                  |                  |                  |                  |
| 4.               | Rain on Me (avec Ariana Grande)   | - Gaga - Ariana Grande - BloodPop - Matthew Burns - Nija Charles - Rami Yacoub - Bresso - Alexander Ridha                                     | - BloodPop - Burns - Tchami - Rice                 | 3:02             |                  |                  |                  |                  |                  |
| 5.               | Free Woman                        | - Gaga - BloodPop - Hedfors - Johannes Klahr                                                                                                  | - BloodPop - Axwell - Klahr - Rice                 | 3:11             |                  |                  |                  |                  |                  |
| 6.               | Fun Tonight                       | - Gaga - BloodPop - Burns - Yacoub | - BloodPop - Burns - Rice                          | 2:53             |                  |                  |                  |                  |                  |
| 7.               | Chromatica II                     | - Gaga - Kibby | - Kibby - Gaga                                     | 0:41             |                  |                  |                  |                  |                  |
| 8.               | 911                               | - Gaga - BloodPop - Madeon - Tranter | - BloodPop - Madeon - Rice                         | 2:52             |                  |                  |                  |                  |                  |
| 9.               | Plastic Doll                      | - Gaga - BloodPop - Skrillex - Jacob 'Jkash' Hindlin - Yacoub                                                                                 | - BloodPop - Skrillex - Rice                       | 3:41             |                  |                  |                  |                  |                  |
| 10.              | Sour Candy (avec Blackpink)       | - Germanotta - BloodPop - Burns - Yacoub - Madison Emiko Love - Hong Jun Park                                                                 | - BloodPop - Burns - Rice                          | 2:37             |                  |                  |                  |                  |                  |
| 11.              | Enigma                            | - Gaga - BloodPop - Hindlin - Burns | - BloodPop - Burns - Rice                          | 2:59             |                  |                  |                  |                  |                  |
| 12.              | Replay                            | - Gaga - Burns - BloodPop | - Burns - Rice                                     | 3:06             |                  |                  |                  |                  |                  |
| 13.              | Chromatica III                    | - Gaga - Kibby | - Kibby - Gaga                                     | 0:27             |                  |                  |                  |                  |                  |
| 14.              | Sine from Above (avec Elton John) | - Gaga - Elton John - BloodPop - Yacoub - Benjamin Rice - Hedfors - Klahr - Ryan Tedder - Sebastian Ingrosso - Vincent Ponte - Salem Al Fakir | - BloodPop - Burns - Axwell - Klahr - Liohn - Rice | 4:04             |                  |                  |                  |                  |                  |
| 15.              | 1000 Doves                        | - Gaga - BloodPop - Yacoub - Bresso | - BloodPop - Tchami - Rice                         | 3:35             |                  |                  |                  |                  |                  |
| 16.              | Babylon                           | - Gaga - BloodPop - Burns | - BloodPop - Tchami - Rice - Burns                 | 2:41             |                  |                  |                  |                  |                  |
| 43:08            |                                   | |                                                    |                  |                  |                  |                  |                  |                  |

| Édition Standard Japonaise | Édition Standard Japonaise | Édition Standard Japonaise                      | Édition Standard Japonaise          | Édition Standard Japonaise | Édition Standard Japonaise | Édition Standard Japonaise | Édition Standard Japonaise | Édition Standard Japonaise | Édition Standard Japonaise |
| No                         | Titre                      | Auteur                                          | Producteur(s)                       | Durée                      |                            |                            |                            |                            |                            |
| -------------------------- | -------------------------- | ----------------------------------------------- | ----------------------------------- | -------------------------- | -------------------------- | -------------------------- | -------------------------- | -------------------------- | -------------------------- |
| 17.                        | Stupid Love (Ellis Remix)  | - Gaga - BloodPop - Martin - Bresso - Weisfield | - BloodPop - Bresso - Martin - Rice | 3:34                       |                            |                            |                            |                            |                            |
| 47:10                      |                            |                                                 |                                     |                            |                            |                            |                            |                            |                            |

| Édition Deluxe Internationale et Target, | Édition Deluxe Internationale et Target, | Édition Deluxe Internationale et Target,        | Édition Deluxe Internationale et Target, | Édition Deluxe Internationale et Target, | Édition Deluxe Internationale et Target, | Édition Deluxe Internationale et Target, | Édition Deluxe Internationale et Target, | Édition Deluxe Internationale et Target, | Édition Deluxe Internationale et Target, |
| No                                       | Titre                                    | Auteur                                          | Producteur(s)                            | Durée                                    |                                          |                                          |                                          |                                          |                                          |
| ---------------------------------------- | ---------------------------------------- | ----------------------------------------------- | ---------------------------------------- | ---------------------------------------- | ---------------------------------------- | ---------------------------------------- | ---------------------------------------- | ---------------------------------------- | ---------------------------------------- |
| 17.                                      | Love Me Right                            | - Gaga - BloodPop - Burns                       | - BloodPop - Burns                       | 2:51                                     |                                          |                                          |                                          |                                          |                                          |
| 18.                                      | 1000 Doves (Piano Demo)                  | - Gaga - BloodPop - Yacoub - Bresso             |                                          | 2:49                                     |                                          |                                          |                                          |                                          |                                          |
| 19.                                      | Stupid Love (Vitaclub Warehouse Mix)     | - Gaga - BloodPop - Martin - Bresso - Weisfield | - BloodPop - Bresso - Martin - Rice      | 3:41                                     |                                          |                                          |                                          |                                          |                                          |
| 52:20                                    |                                          |                                                 |                                          |                                          |                                          |                                          |                                          |                                          |                                          |

| Édition Deluxe Japonaise | Édition Deluxe Japonaise  | Édition Deluxe Japonaise                        | Édition Deluxe Japonaise            | Édition Deluxe Japonaise | Édition Deluxe Japonaise | Édition Deluxe Japonaise | Édition Deluxe Japonaise | Édition Deluxe Japonaise | Édition Deluxe Japonaise |
| No                       | Titre                     | Auteur                                          | Producteur(s)                       | Durée                    |                          |                          |                          |                          |                          |
| ------------------------ | ------------------------- | ----------------------------------------------- | ----------------------------------- | ------------------------ | ------------------------ | ------------------------ | ------------------------ | ------------------------ | ------------------------ |
| 20.                      | Stupid Love (Ellis Remix) | - Gaga - BloodPop - Martin - Bresso - Weisfield | - BloodPop - Bresso - Martin - Rice | 3:34                     |                          |                          |                          |                          |                          |
| 56:00                    |                           |                                                 |                                     |                          |                          |                          |                          |                          |                          |

| Édition Box set | Édition Box set                                             | Édition Box set | Édition Box set             | Édition Box set | Édition Box set | Édition Box set | Édition Box set | Édition Box set | Édition Box set |
| No              | Titre                                                       | Auteur | Producteur(s)               | Durée           |                 |                 |                 |                 |                 |
| --------------- | ----------------------------------------------------------- | --- | --------------------------- | --------------- | --------------- | --------------- | --------------- | --------------- | --------------- |
| 20.             | Rain on Me (Purple Disco Machine remix; avec Ariana Grande) | - Gaga - Grande - BloodPop - Burns - Charles - Yacoub - Bresso - Ridha - Betty Wright - Jeremiah Burden - Lynn Williams | - BloodPop - Tchami - Burns | 6:34            |                 |                 |                 |                 |                 |
| 21.             | Free Woman (Honey Dijon realness remix)                     | - Gaga - BloodPop - Hedfors - Klahr - Ridha                                                                             | - BloodPop - Axwell - Klahr | 6:46            |                 |                 |                 |                 |                 |
| 22.             | Rain on Me (Ralphi Rosario remix; avec Ariana Grande)       | - Gaga - Grande - BloodPop - Burns - Charles - Yacoub - Bresso - Ridha - Wright - Burden - Williams                     | - BloodPop - Tchami - Burns | 7:31            |                 |                 |                 |                 |                 |
| 1:16:51         |                                                             | |                             |                 |                 |                 |                 |                 |                 |

| 1. | Interview                                   |                  | 16:47 |
| 2. | Stupid Love (Clip vidéo)                    | Daniel Askill    | 3:38  |
| 3. | Stupid Love (Making of)                     |                  | 6:37  |
| 4. | Rain on Me (Clip vidéo; avec Ariana Grande) | Robert Rodriguez | 3:08  |
| 5. | Rain on Me (Making of; avec Ariana Grande)  |                  | 4:41  |
| 6. | Sour Candy (Lyric vidéo; avec Blackpink)    | Sam Rolfes       | 2:38  |
| 7. | 911 (Short Film)                            | Tarsem Singh     | 4:43  |

## Crédits
Les crédits sont issus du livret d'accompagnement de Chromatica.

### Lieu d’enregistrement
- Electric Lady (New York)
- Utility Muffin Research Kitchen (Hollywood Hills)
- Henson Recording Studios (Los Angeles)
- EastWest Studios (Hollywood)
- Good Father Studios (Los Angeles)
- MXM Studios (Los Angeles)
- Conway Recording Studios (Hollywood)
- Sterling Sound (New York)

### Voix
- Lady Gaga – voix (2–6, 8–12, 14–16)
- Ariana Grande – voix (4)
- Blackpink – voix (10)
- Elton John – voix (14)
- Madison Love – choriste (10)
- Rami Yacoub – choriste (15)
- Adryon De Leon – choriste (16)
- Daniel Ozan – choriste (16)
- India Carney – choriste (16)
- Jantre Christian – choriste (16)
- Jyvonne Haskin – choriste (16)
- Laurhan Beato – choriste (16)
- Matthew Bloyd – choriste (16)
- Ronald O'Hannon – choriste (16)
- Shameka Dwight – choriste (16)
- Tia Britt – choriste (16)
- Vanessa Bryan – choriste (16)
- William Washington – choriste (16)

### Instrumentation
- Ian Walker – basse (1, 7, 13)
- Giovanna M Clayton – violoncelle (1, 7, 13)
- Timothy E Loo – violoncelle (1, 7, 13)
- Vanessa Freebairn-Smith – violoncelle (1, 7, 13)
- Allen Fogle – cor français (1, 7, 13)
- Dylan Hart – cor français (1, 7, 13)
- Katelyn Faraudo – cor français (1, 7, 13)
- Laura K Brenes – cor français (1, 7, 13)
- Mark Adams – cor français (1, 7, 13)
- Teag Reaves – cor français (1, 7, 13)
- Nicholas Daley – trombone (1, 7, 13)
- Reginald Young – trombone (1, 7, 13)
- Steven M. Holtman – trombone (1, 7, 13)
- Andrew Duckles – alto (1, 7, 13)
- Erik Rynearson – alto (1, 7, 13)
- Linnea Powell – alto (1, 7, 13)
- Meredith Crawford – alto (1, 7, 13)
- Alyssa Park – violon (1, 7, 13)
- Charlie Bisharat – violon (1, 7, 13)
- Jessica Guideri – violon (1, 7, 13)
- Luanne Homzy – violon (1, 7, 13)
- Lucia Micarelli – violon (1, 7, 13)
- Marisa Kuney – violon (1, 7, 13)
- Neel Hammond – violon (1, 7, 13)
- Shalini Vijayan – violon (1, 7, 13)
- Songa Lee – violon (1)
- Axwell – basse, tambours, clavier (2, 5, 14), guitare, percussion (5, 14)
- Bloodpop – basse, tambours, clavier (2–3, 5–6, 8–10, 14–16), guitare (3, 5–6, 8–9, 14–15), percussion (3, 5–6, 8–10, 14–16)
- Klahr – basse, tambours, clavier (2, 5, 14), guitare, percussion (5, 14)
- Tchami – basse, tambours, guitare, clavier, percussion (3, 15)
- John "JR" Robinson – tambours (3)
- Burns – basse, tambours (4, 6, 10–12, 16), guitare (4, 6, 11–12, 14), clavier (4, 6, 10–12, 14, 16), percussion (6, 10, 12, 14, 16)
- Leddie Garcia – percussion (4, 11)
- Rachel Mazer – saxophone (4, 11, 16)
- Madeon – basse, tambours, clavier (8), guitare, percussion (8–9)
- Skrillex – basse, tambours, clavier (9)
- Liohn – basse, tambours, guitare, clavier, percussion (14)

### Production
- Lady Gaga – production exécutive, production (1, 7, 13)
- Bloodpop – production exécutive, production (2–6, 8–11, 14–16)
- Axwell – production (2, 5, 14)
- Burns – production (4, 6, 10–12, 14, 16)
- Morgan Kibby – production (1, 7, 13)
- Klahr – production (2, 5, 14)
- Liohn – production (14)
- Madeon – production (8)
- Skrillex – production (9)
- Tchami – production (3, 15), production supplémentaire (4, 16)
- Rami Yacoub – production supplémentaire (14)
- Max Martin – co-production, production vocale (3)
- Benjamin Rice – production vocale (3–4, 16)

### Technique
- Amie Doherty – conductrice, chef d'orchestre (1, 7, 13)
- Gina Zimmitti – entrepreneur d'orchestre (1, 7, 13)
- Whitney Martin – entrepreneur d'orchestre (1, 7, 13)
- Axwell – programmation (2)
- Bloodpop – programmation (2, 15)
- Klahr – programmation (2)
- Tchami – programmation (15), mixage (3)
- Mike Schuuppan – mixage (1, 7, 13)
- Scott Kelly – ingénieur mix (2, 5, 9, 11–12, 14–16), assistant mixage (4, 6, 10)
- Tom Norris – mixage (2–6, 8–12, 14–16)
- Benjamin Rice – mixage (2–6, 8–12, 14–16), ingénieur du son (3–4, 10), ingénierie (16)
- Randy Merill – maîtrise (1–2, 4, 10)

### Conception
- Travis Brothers, Bryan Rivera, Isha Dipika Walia – direction artistique et design
- Darío Alva - design 3D
- Aditya Pamidi - manager aristique
- Norbert Schoerner – photographe
- Nicola Formichetti (pour la Haus of Gaga) – directeur de mode
- Frederic Aspiras (pour la Haus of Gaga) – cheveux
- Sarah Tanno-Stewart (pour la Haus of Gaga) – maquillage
- Marta del Rio (pour la Haus of Gaga) – stylisme
- Miho Okawara – ongles
- Brandon Bowen – photographie aditionnelle
- Lisa Eihorn-Gilder– coordonnateur de production
- Kim Ureña & Nico Milazzo (pour la Haus of Gaga) – assistants de Lady Gaga
- Cecilio Castrillo – conception des tenues
- Gasoline Glamour – conception des chaussures
- Gary Fay – conception des doigts

## Classements et certifications
| \| Classement (2020) \| Meilleure position \| \| -------------------------------------------- \| ------------------ \| \| Allemagne (Media Control AG)[35] \| 3 \| \| Australie (ARIA)[36] \| 1 \| \| Autriche (Ö3 Austria Top 40)[37] \| 1 \| \| Belgique (Flandre Ultratop)[38] \| 3 \| \| Belgique (Wallonie Ultratop)[39] \| 2 \| \| Canada (Canadian Albums)[40] \| 1 \| \| Croatie (ČNS IFPI)[41] \| 2 \| \| Danemark (Tracklisten)[42] \| 4 \| \| Écosse (OCC)[43] \| 1 \| \| Espagne (Promusicae)[44] \| 3 \| \| Estonie (Eesti Tipp-40)[45] \| 1 \| \| États-Unis (Billboard 200)[46] \| 1 \| \| États-Unis (Top Dance/Electronic Albums)[47] \| 1 \| \| Finlande (Suomen virallinen lista)[48] \| 1 \| \| France (SNEP)[49] \| 1 \| \| Grèce (IFPI)[50] \| 6 \| \| Hongrie (Mahasz)[51] \| 4 \| \| Irlande (IRMA)[52] \| 1 \| \| Islande (Tónlist)[53] \| 17 \| \| Italie (FIMI)[54] \| 1 \| \| Japon (Billboard Japon)[55] \| 3 \| \| Japon (Oricon)[56] \| 3 \| \| Lituanie (AGATA)[57] \| 1 \| \| Norvège (VG-lista)[58] \| 3 \| \| Nouvelle-Zélande (RIANZ)[59] \| 1 \| \| Pays-Bas (Mega Album Top 100)[60] \| 1 \| \| Pologne (ZPAV)[61] \| 9 \| \| Portugal (AFP)[62] \| 1 \| \| Tchéquie (IFPI)[63] \| 1 \| \| Royaume-Uni (UK Albums Chart)[64] \| 1 \| \| Slovaquie (ČNS IFPI)[65] \| 2 \| \| Suède (Sverigetopplistan)[66] \| 2 \| \| Suisse (Schweizer Hitparade)[67] \| 1 \| |                    |
| Classement (2020) | Meilleure position |
| Allemagne (Media Control AG) | 3                  |
| Australie (ARIA) | 1                  |
| Autriche (Ö3 Austria Top 40) | 1                  |
| Belgique (Flandre Ultratop) | 3                  |
| Belgique (Wallonie Ultratop) | 2                  |
| Canada (Canadian Albums) | 1                  |
| Croatie (ČNS IFPI) | 2                  |
| Danemark (Tracklisten) | 4                  |
| Écosse (OCC) | 1                  |
| Espagne (Promusicae) | 3                  |
| Estonie (Eesti Tipp-40) | 1                  |
| États-Unis (Billboard 200) | 1                  |
| États-Unis (Top Dance/Electronic Albums) | 1                  |
| Finlande (Suomen virallinen lista) | 1                  |
| France (SNEP) | 1                  |
| Grèce (IFPI) | 6                  |
| Hongrie (Mahasz) | 4                  |
| Irlande (IRMA) | 1                  |
| Islande (Tónlist) | 17                 |
| Italie (FIMI) | 1                  |
| Japon (Billboard Japon) | 3                  |
| Japon (Oricon) | 3                  |
| Lituanie (AGATA) | 1                  |
| Norvège (VG-lista) | 3                  |
| Nouvelle-Zélande (RIANZ) | 1                  |
| Pays-Bas (Mega Album Top 100) | 1                  |
| Pologne (ZPAV) | 9                  |
| Portugal (AFP) | 1                  |
| Tchéquie (IFPI) | 1                  |
| Royaume-Uni (UK Albums Chart) | 1                  |
| Slovaquie (ČNS IFPI) | 2                  |
| Suède (Sverigetopplistan) | 2                  |
| Suisse (Schweizer Hitparade) | 1                  |

### Certifications et ventes
| Pays                   | Certification | Ventes certifiées |
| ---------------------- | ------------- | ----------------- |
| Canada (Music Canada)  | Or            | 40 000            |
| États-Unis (RIAA)      | Platine       | 1 000 000         |
| France (SNEP)          | Platine       | 100 000           |
| Italie (FIMI)          | Or            | 25 000            |
| Norvège (IFPI Norvège) | Or            | 10 000            |
| Pologne (ZPAV)         | Or            | 10 000            |
| Royaume-Uni (BPI)      | Or            | 100 000           |
| Suisse (IFPI Suisse)   | Or            | 10 000            |

## Historique de sortie
| Région      | Date             | Format(s)                                                  | Version(s)          | Label                 | Réf.   |
| ----------- | ---------------- | ---------------------------------------------------------- | ------------------- | --------------------- | ------ |
| Monde       | 29 mai 2020      | - Téléchargement numérique - streaming - vinyle - cassette | Standard            | Interscope Records    | ,      |
| Monde       | 29 mai 2020      | CD                                                         | - Standard - deluxe | Interscope Records    | ,      |
| Japon       | 29 mai 2020      | CD                                                         | Japonaise           | Universal Music Japan | [ 80 ] |
| Royaume-Uni | 20 novembre 2020 | Box set                                                    | Deluxe              | Polydor               | [ 81 ] |
| Italie      | 20 novembre 2020 | Box set                                                    | Deluxe              | Universal             | [ 82 ] |
| Japon       | 16 décembre 2020 | - Box set - DVD                                            | Limitée             | Universal Music Japan | ,      |
| États-Unis  | 12 juin 2021     | Vinyle brochure                                            | Limitée             | Interscope            | [ 85 ] |
| Royaume-Uni | 25 juin 2021     | Vinyle brochure                                            | Limitée             | Polydor               | [ 86 ] |